# Jesús de Tavarangue
Jesús de Tavarangue è un'ex missione gesuita che si trova nel dipartimento di Itapúa, nel Paraguay sud-orientale, a circa 10 km da Trinidad. La missione di Jesús (in precedenza nota come Les ruines de Jesús de Tavarangue) fu una delle trenta missioni fondate nel corso di due secoli dai Gesuiti per il popolo Guarani su un territorio che oggi è diviso tra Paraguay, Argentina e Brasile. Insieme alla missione di La Santísima Trinidad de Paraná, è stato dichiarato Patrimonio dell'Umanità dall'UNESCO nel 1993. L'attuale villaggio adiacente ha una popolazione di 2.500 abitanti.

## Storia

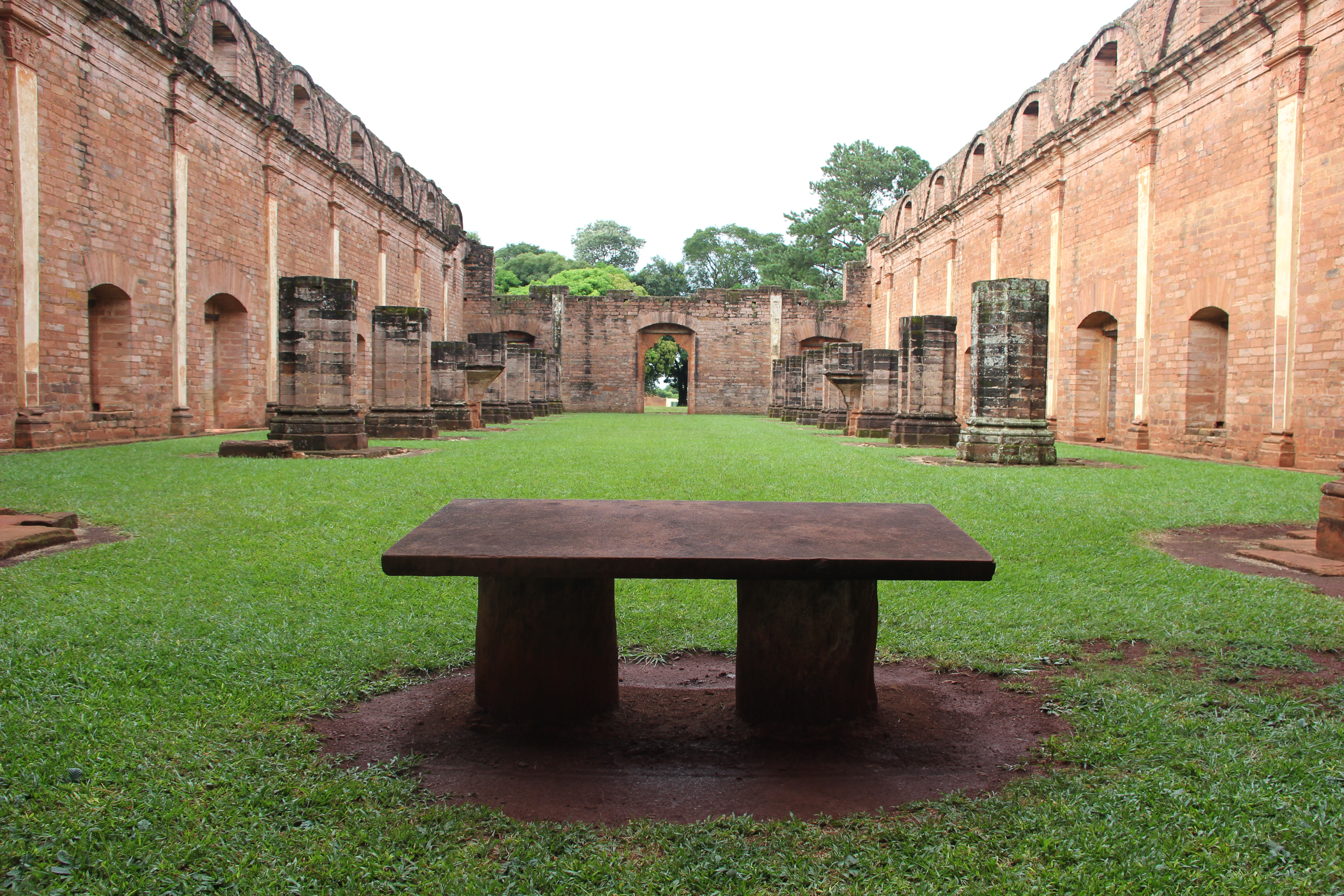
L'altare principale di Jesús de Tavarangue

La Reducción de Jesús fu fondata nel 1685 in quello che oggi è l'Alto Paraná, vicino al fiume Monday. La missione fu trasferita più volte prima di arrivare nella sua posizione attuale nel 1760. La costruzione non era ancora stata completata quando l'Ordine dei gesuiti fu espulso dal Paraguay nel 1767 per decreto di re Carlos III di Spagna. Attualmente è composta da una chiesa restaurata, officine e case dei Guaraní. 
L'imponente chiesa della missione era stata costruita come una replica della Chiesa di Sant'Ignazio di Loyola in Italia. Sarebbe stata una delle chiese più grandi di quel tempo, con una struttura centrale di 70 metri di lunghezza  e 24 metri di larghezza. Venne fondata nel 1685 ed attualmente è composta da una chiesa restaurata, officine e case dei Guaraní. Le rovine dei Gesuiti in Paraguay sono forse le meglio conservate del Sud America e comprendono le missioni di Jesús, San Cosme y Damián e La Santísima Trinidad de Paraná.
Secondo i documenti disponibili, il frate gesuita catalano José Grimau fu l'architetto e frate Antonio Forcada (1701-1767) il principale artista-decoratore.

## Descrizione

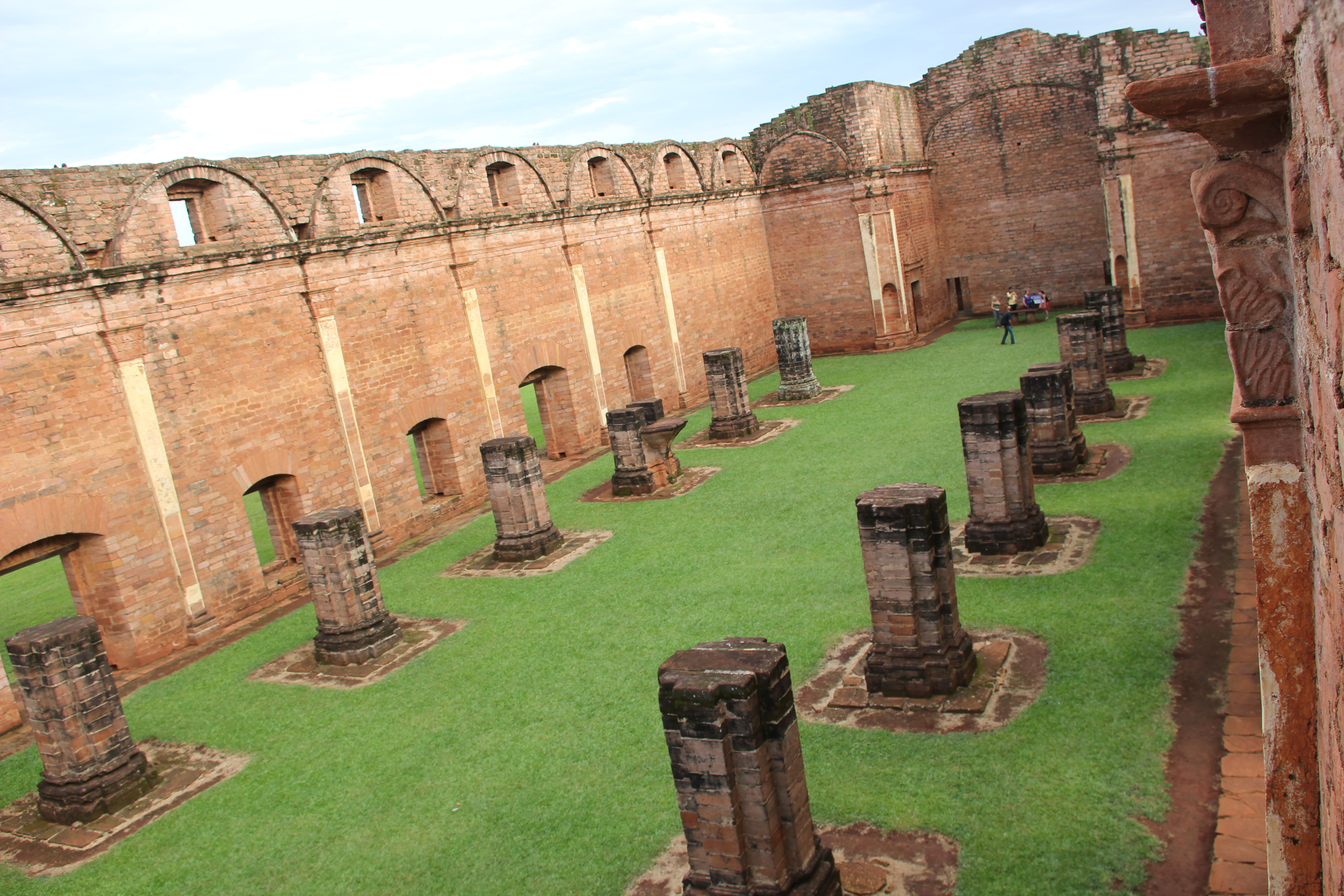
Vista dell'interno della chiesa

Lo stile architettonico di questa missione, e in particolare gli archi trilobati delle tre porte d'ingresso, suggerisce un'influenza dell'architettura mudéjar che era popolare in Spagna nel XVI secolo. Uno stile moresco, l'unico usato nella missione.
A sud si possono vedere le fondamenta e il primo piano di quello che doveva essere il campanile. I capitelli delle colonne murarie sono originali, con temi tratti dalla flora locale piuttosto che dal classico tradizionale. In generale, questa chiesa nella storia delle missioni Guaraní segna una nuova e audace evoluzione architettonica.

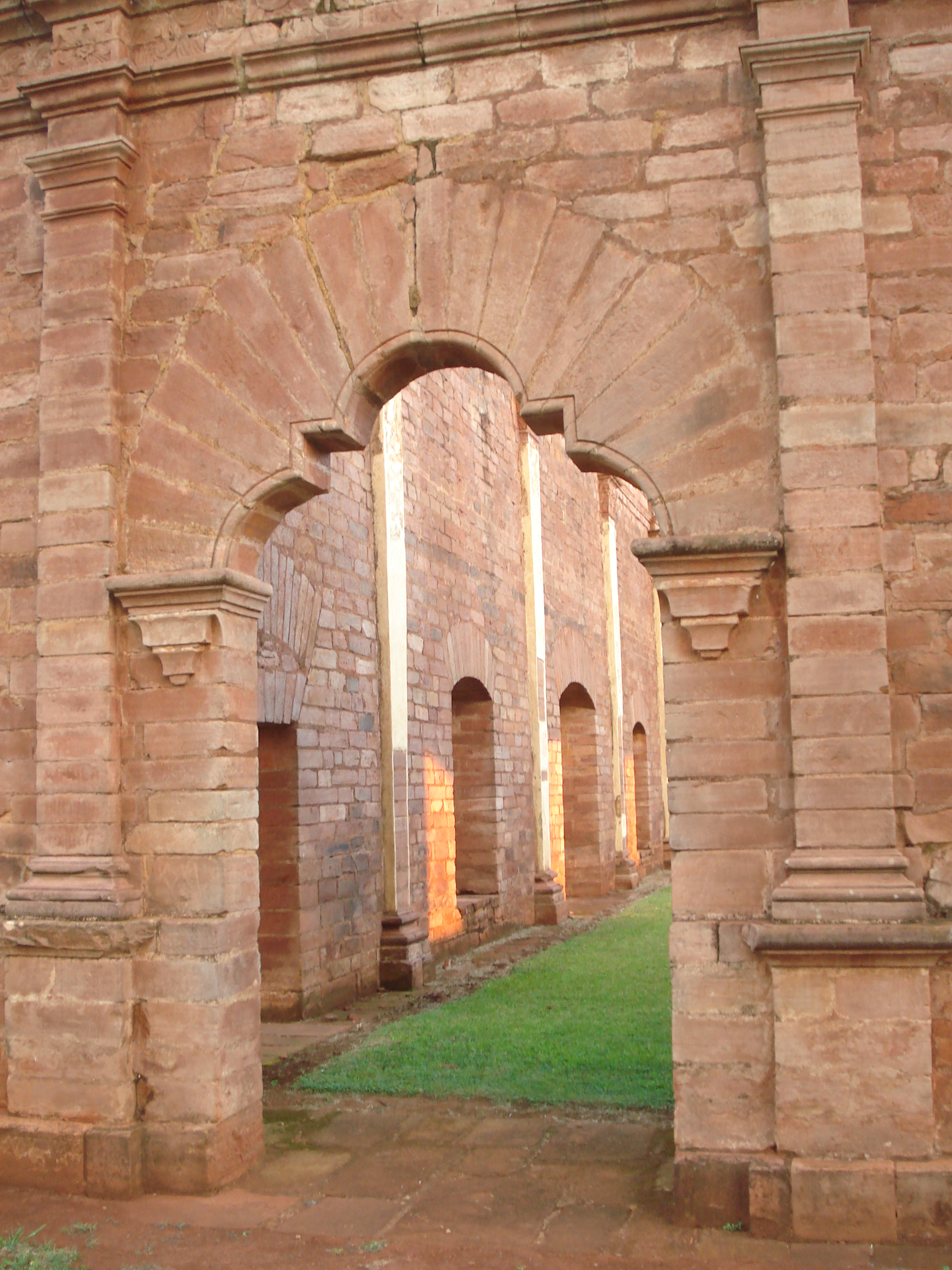
Accesso alla chiesa

Il tetto non sarebbe stato di legno o roccia, come succedeva nelle altre missioni, bensì in uno stile misto come quello delle mura e dei pilastri centrali. Del resto il tetto non fu mai costruito a causa dell'espulsione dei gesuiti, e quindi la chiesa rimase indifesa contro i saccheggi, nonostante non contenesse oro o opere di valore sull'altare.